# Hakon Jarls Død eller Christendommens Indførsel i Norge
"Hakon Jarls Død eller Christendommens Indførsel i Norge" eller blot "Hakon Jarls død" er et dansk digt af Adam Oehlenschläger udgivet i samlingen Digte 1803 i 1802. 
Digtsamlingen var Oehlenschlägers gennembrud og har et præg af ungdommelig lidenskab (han var blot 23 år gammel). Blandt digtene i samlingen er også "Guldhornene", og samlingen regnes normalt i dansk litteraturhistorie som indvarslingen af romantikken. Blandt temaerne i denne kulturstrømning er beundring af naturen, forherligelse af fortiden samt en national vækkelse. I det lys skal "Hakon Jarls død" ses, idet den dansk-norske fortid her er i centrum. Hakon Jarl er den historiske skikkelse Håkon jarl, der regerede Norge i de sidste par årtier i det 10. århundrede. I den periode var kristendommen ved at gøre sit indtog i Norden, og Harald Blåtand var netop gået over til den nye tro i Danmark. Harald overdrog kongemagten i Norge til Håkon, selv om denne fortsat holdt fast i den gamle tro. Norge var imidlertid et splittet land, og Håkon blev mere og mere upopulær. I et oprør, hvor blandt andet den døbte Olav Tryggvason deltog, blev Håkon trængt op i en krog og dræbt af en træl. Men i eftertiden blev den kristne Olav udnævnt til konge og kunne nu indføre kristendommen; han blev regnet for Håkons banemand. Oehlenschläger var fascineret af denne afgørende hændelse i norsk historie, måske i højere grad af undergangen af den gamle kultur, inkarneret i Hakons skikkelse, end af den nye tids komme.
Digtet består af 12 strofer på hver 10 linjer med rimmønsteret A-B-A-B-C-C-D-D-E-E.
"Hakon Jarls død" indgår i lyrikantologien af 12 digte i Kulturkanonen fra 2006.